# Мандарински диалект
Стандартният мандарински диалект е официалният говорим китайски език, който е използван от Китайската народна република, Република Китай (Тайван) и Сингапур.
Фонологията на стандартния мандарински диалект е основана на фонологията на пекинския диалект, който е част от мандаринския, представляващ голяма група от много разнообразни диалекти на китайския език, говорени из Северен и Югозападен Китай. Речникът е взет предимно от тази група диалекти.
Граматиката е стандартизирана на базата на известно количество съвременни литературни творби, които са писани на съответния диалектен китайски (който следва на практика традицията) от групата мандарински диалекти – много внимателно с някои съществени изключения. Самият стандартен мандарински диалект е обикновено наричан „мандарин“ в неакадемична, всекидневна употреба.
Лингвистите използват термина мандарин, когато се отнася до цялата група диалекти.